# 음력 7월 21일
음력 7월 21일은 음력 7월의 21번째 날이다.

## 사건
- 1998년 - 부천 LPG 충전소 폭발 사고 발생.

## 문화
- 1998년 - 경주세계문화엑스포 개막. (~ 음력 9월 22일)
- 2002년 - 부산 도시철도 2호선 광안 ~ 장산 구간 개통.

## 탄생
- 1972년 - 대한민국의 배우 배용준.
- 1976년 - 대한민국의 배우 강성연.
- 1989년 -
  - 대한민국의 야구 선수 서건창.
  - 대한민국의 배우 박예영.
  - 대한민국의 배드민턴 선수 김사랑.
- 1996년 - 대한민국의 가수 조이(레드벨벳).

## 사망
- 2008년 - 대한민국의 모델 겸 배우 이언.

## 같이 보기
- 음력 360일: 1월 2월 3월 4월 5월 6월 7월 8월 9월 10월 11월 12월
- 전날:7월 20일 다음날:7월 22일 - 전달:6월 21일 다음달:8월 21일
- 양력:7월 21일
- 음력, 윤달